# Broichweiden
Broichweiden egy településrész Németországban, Észak-Rajna-Vesztfália tartományban, Würselen városának részeként.

## Földrajz
Broichweiden a Rajna-vidék nyugati részén helyezkedik el, Würselen városának déli részében, az Aacheni régió közelében. A településrész közvetlenül határos több más würseleni kerülettel, valamint Eschweiler és Stolberg (Rheinland) városokkal.

## Történelem
A település neve, Broichweiden germán eredetű, jelentése mocsaras vagy lápos terület. Itt ered a Broichbach patak, amely a Broicher-völgyben mocsaras tájat alakított ki. A középkorban a település a Broichi Vogtei székhelye volt, melynek emlékét a ma már alig felismerhető Broichi vár őrzi. A várhoz tartozott a korábbi plébániatemplom is, amely ma kolostortemplomként funkcionál. A Broichweidenben székelő nemesi "von Broich" család számos birtokkal rendelkezett a környéken, például az Eschweiler-Dürwiß-i Broicher Hof is az ő tulajdonuk volt.
Broichweiden története szorosan kapcsolódik a Broich nevű városrészhez, amely korábban önálló település volt. A térségben már a középkorban is jelentős települések léteztek, melyek később a modern Würselen részévé váltak. Broich és Broichweiden fejlődését nagymértékben befolyásolta az iparosodás és az aacheni szénbányászat.

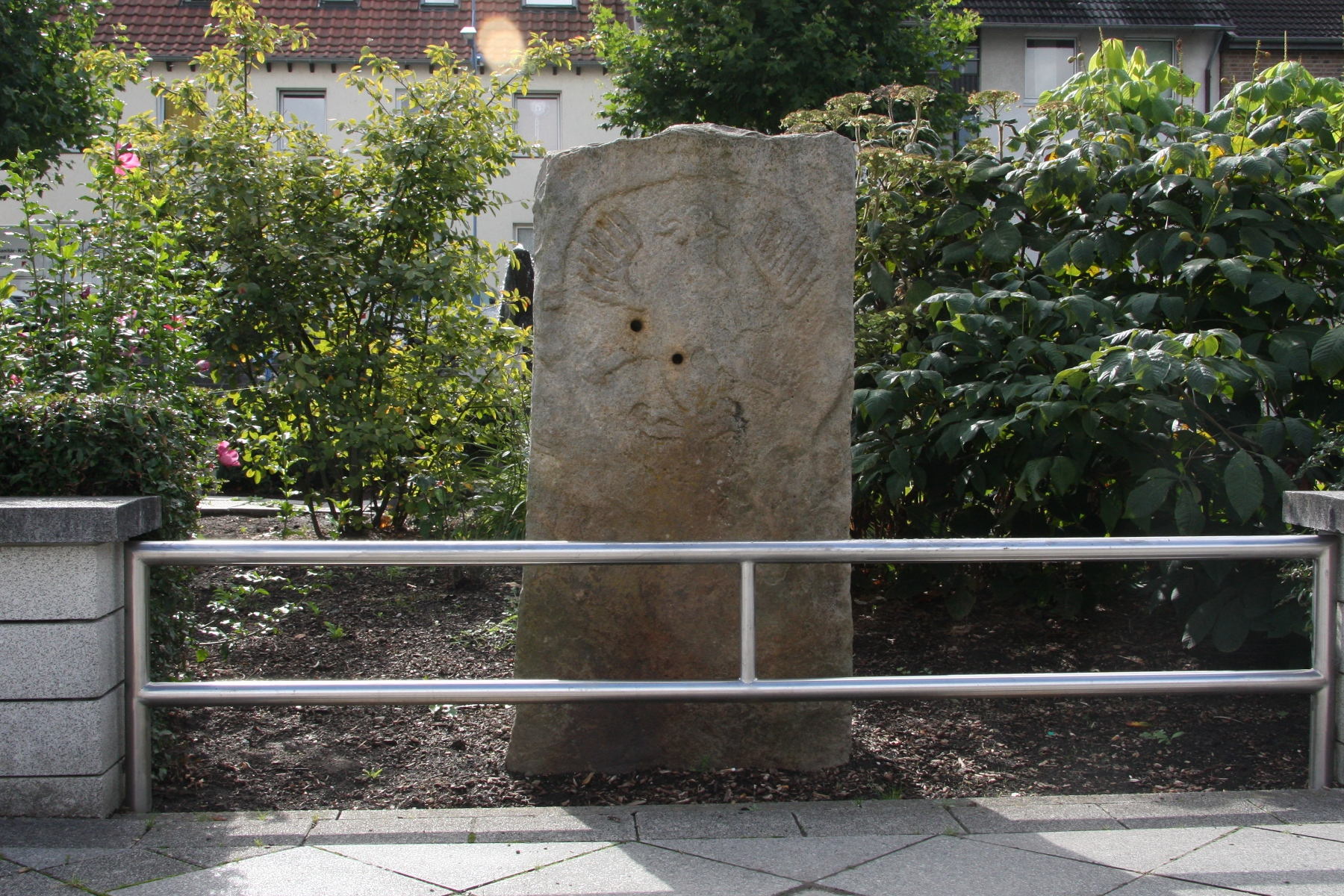
Egykori határkő a holland határon

## Nevezetességek és látnivalók
- A település központjában található a Szent Miklós-templom (St. Nikolaus), amely a középkor óta a Broichi plébánia temploma volt. A templomhoz tartozó plébánia kiterjedt a környező településekre is, mint például Linden-Neusen, Euchen, Schleibach és Ofden. 1906-ban a plébániát áthelyezték Linden-Neusenbe, azóta a régi templomot a Spiritaner rend vette át, és itt alapították meg a Heilig-Geist-Gymnasiumot.
- Történelmi épületek és ipari örökség – A településrészen több régi ipari létesítmény és bányászati emlékhely is található.[2]
- A településen található a zsidó temető is, amely a Wambach major közelében helyezkedik el.
- Természetvédelmi területek – A Broichi-völgy természeti értékei közé tartozik a Broicher-tó (Broicher Weiher), amely mintegy 20.000 m² vízfelülettel rendelkezik. Ez a tó korábban a Broichi malom víztározója volt, és népszerű kiránduló- és horgászhelynek számított. A völgy mocsaras területei és erdős részei természetvédelmi területként vannak nyilvántartva, így kiváló lehetőséget nyújtanak a természetkedvelők számára. Broich környékén, különösen az Euchen felé eső oldalon, mezőgazdaságot folytatnak, elsősorban szántóföldi művelést. Maga a Broich-völgy mocsaras és erdős árterület, növényzete miatt a Broichbach-völgy természetvédelmi terület.

## Gazdaság
A településrész gazdasága hagyományosan az iparra és a szolgáltató szektorra épült. 
A jövőbeni fejlesztések kiemelt hangsúlyt kapnak, és mind a pénzügyi, mind a humán erőforrásokat lekötik.
Az egykori bányászat mára megszűnt, de a térségben kisebb vállalkozások, kereskedelmi egységek és szolgáltatóipari cégek működnek.

## Sport
A helyi sportéletben kiemelkedő szerepet játszik a DJK Westwacht 05 Weiden e.V. és a Weidener Turnverein 1869 e.V., amelyek kézilabda szakosztályai 2018-ban egyesültek Handballclub Weiden 2018 e.V. néven. Ezen kívül a Weidener Turnverein 1869 e.V. minden évben megrendezi a Nemzetközi Weidener Kézilabda Napokat – Franz Otten Emléktornát, amely 1987 óta zajlik a Weidener sportpályán.

## Közlekedés
Broich jól megközelíthető közúton, az A4-es és az A44-es autópályák közelében fekszik, amelyek fontos összeköttetést biztosítanak a Rajna-vidék és a német-holland határ térsége között. A helyi közlekedést buszjáratok segítik, amelyek Aachen és a környező települések felé biztosítanak kapcsolatot.